# Рамиз Алија
Рамиз Алија (алб. Ramiz Alia; Скадар, 18. октобар 1925 — Тирана, 7. октобар 2011) био је албански комуниста, последњи председник социјалистичке Албаније и први председник Републике Албаније и последњи секретар Радничке партије Албаније.

## Биографија
Рођен је 1925. године у Скадру. Године 1941, прикључио се Народноослободилачкој војсци Албаније, а 1943. године постао члан Комунистичке партије Албаније.
У доба владавине Енвера Хоџе, високо се попео у хијерархији Радничке партије Албаније, поставши чланом Политбироа 1961. године. Као верни присталица марксизма-лењинизма, преживео је све дотадашње чистке. Након Хоџине смрти 1985. године постао је нови вођа Албаније. Наставио је његову тврду догматску политику све док студенти, подстакнути сменама социјализма у другим источноевропским државама, нису покренули демонстрације, тражећи политичке слободе. Алија је пристао на захтеве, те је организовао вишестраначке изборе. Годину дана после укидања Народне републике, био је и председник Албаније (1991—1992). Током овог мандата, владајућа Радничка партија трансформисала се у социјалдемократску Социјалистичку партију Албаније.
Године 1992, власт је преузела десничарска Демократска странка Салија Берише. Алија је тада неколико година провео у затворима због оптужби за злочине против човечности у доба Хоџине владавине. Када је 1997. године издржавао казну, дошло је до оружане побуне грађана против Беришине власти, те је искористио прилику да побегне услед дезертирања затворских чувара. од тада је повремено боравио у Тирани и Дубаију.
Умро је 7. октобра 2011. године у Тирани од болести плућа.